# Cfmoto
Zhejiang Chunfeng Power Co., Ltd. (en chino: 浙江春风动力股份有限公司), conocida por su nombre comercial CFMOTO, es una empresa china fabricante de motores, motocicletas, cuatrimotos y yates, con sede en Hangzhou, China.
Sus modelos Chunfeng CF650-2 y CF1250J son vehículos policiales utilizados por agencias de seguridad pública en muchas provincias y ciudades.
En 2011, CFMOTO y la empresa KTM se asociaron comercialmente, y en 2017, ambas compañías crearon una empresa conjunta.

## Historia
La empresa, fundada en 1989 por Lai Guoqiang,desarrolla y fabrica motocicletas, cuatrimotos, motores, generadores y otras piezas, diseñando más de 98 modelos distintos de vehículos distribuyéndose a nivel mundial. En 2013, también comenzó a construir yates de alta gama.
En 2011 la empresa firmó acuerdo con la fabricante austriaca de motocicletas KTM para construir una factoría nueva en China, para la fabricación de modelos de la empresa europea y también para utilizar algunos de sus motores en modelos de la empresa china.

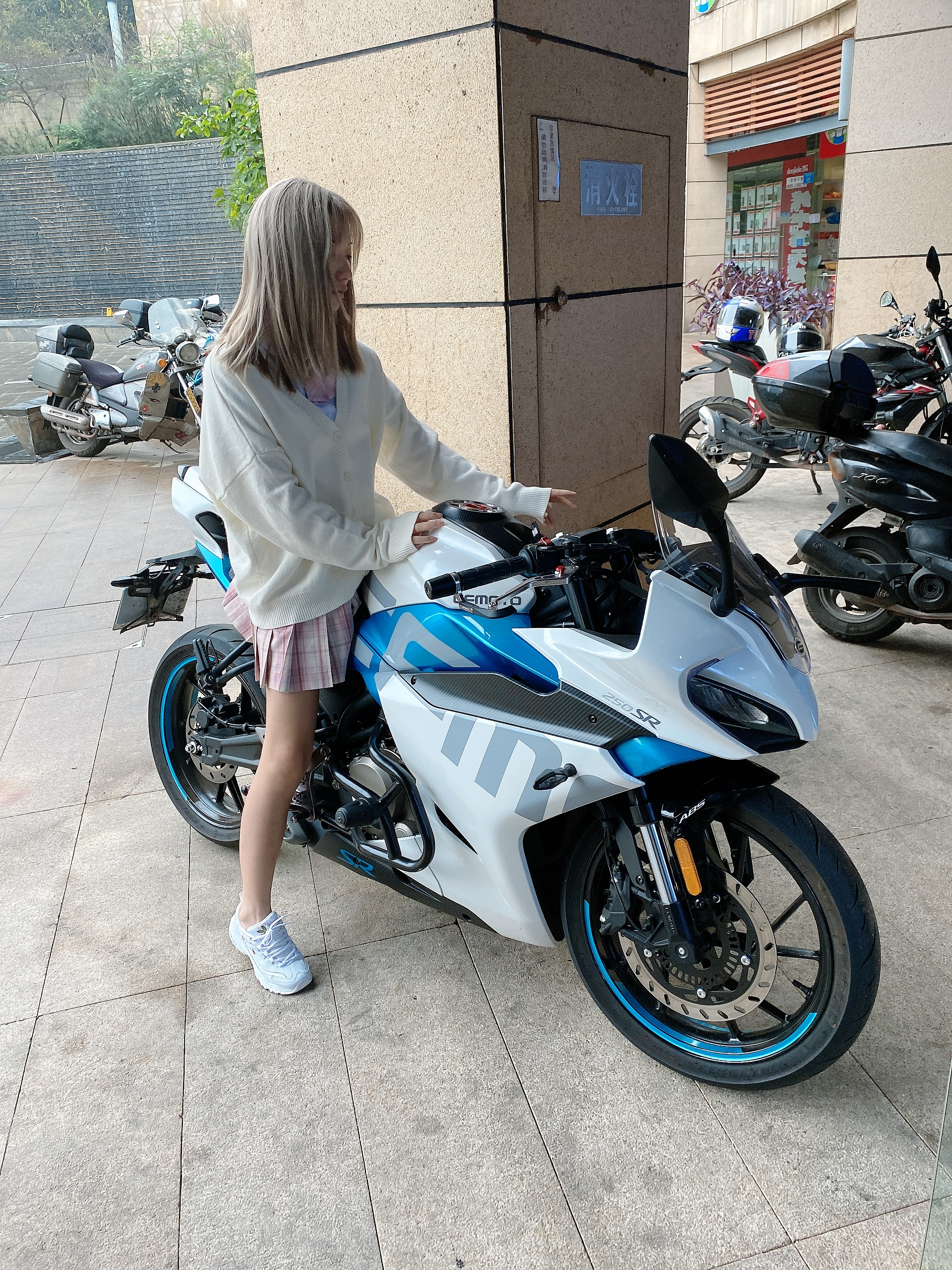
CFMoto 250SR

En 2017, ambas compañías crearon una empresa conjunta que permite la producción y venta de motocicletas KTM en China bajo el nombre de KTMR2R.La empresa también ensambla los modelos de baja cilindrada en sus fábricas chinas para KTM, además de producir los motores KTM de mayor cilindrada, y se prevé que la empresa utilice motores bicilíndricos KTM de unos 1000 cc en sus nuevos modelos y fabrique todos los modelos de la empresa europea con el bicilindrico de 799 cc.

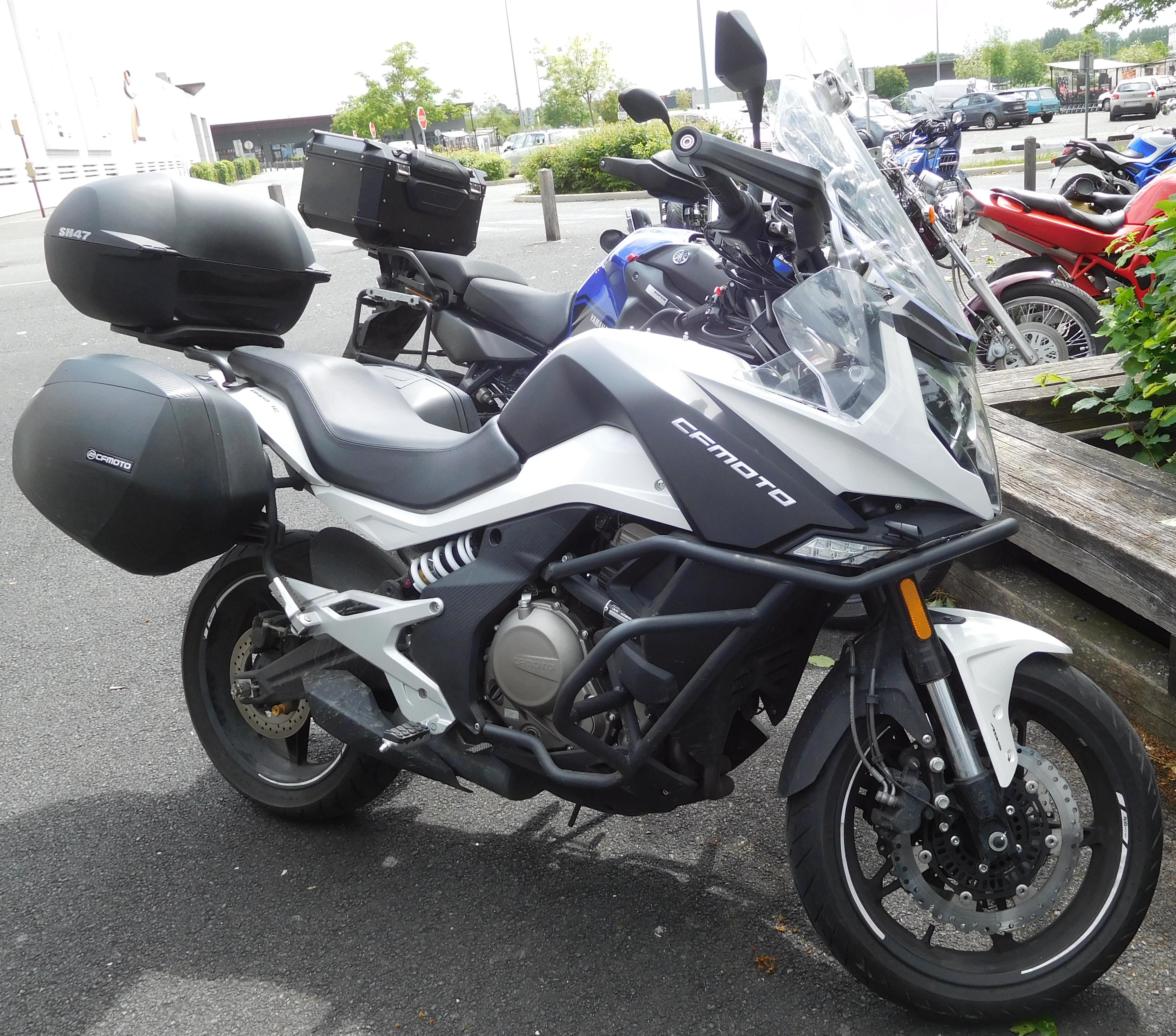
650 MT

Uno de los prototipos presentados que usará el motor de KTM es una moto sin carenado que se prevé rinda unos 120 CV y con soluciones originales como llevar el radiador situado en el colín.
A finales de 2020, la compañía  anunció una nueva submarca de motocicletas eléctricas llamada Zeeho.

## Competiciones

#### Moto2 y Moto3
CFMOTO entró en el Campeonato Mundial de Moto3 como un constructor oficial utilizando su motocicleta basada en KTM.
En 2022, debutó en la categoría Moto3 del Gran Premio de motociclismo, en el que el equipo Prüstel GP alineó dos KTM RC250GP, rebautizadas como CFMOTO. Los pilotos elegidos para la temporada de debut fueron los españoles Xavier Artigas y Carlos Tatay. En el Gran Premio de Indonesia, Tatay partió desde la pole position y terminó tercero, consiguiendo el primer podio del equipo.
En 2024 se unió al equipo Aspar Team para los campeonatos de Moto2 y Moto3. En 2023, logró dos podios más en el Gran Premio de las Américas y el Gran Premio de Australia. En 2024 participa con Jake Dixon e Izan Guevara en Moto2, y David Alonso y Joel Esteban en Moto3. En el Gran Premio de Catar, David Alonso consiguió con el equipo la primera victoria en el Campeonato Mundial de un fabricante chino.
Al final de la temporada 2024, el equipo consiguió la triple corona. David Alonso se coronó campeón del mundo en el GP de Japón. CFMOTO se convirtió en el primer fabricante chino en ganar el título de constructores del Campeonato Mundial. Además, también ganó el campeonato de equipos a falta de dos carreras.

### Resultados
| Año  | Equipo            | Categoría | N.º | Piloto                    | Carreras | Victorias | Pódiums | Poles | Vuelta rápida | Puntos | Pos. |
| ---- | ----------------- | --------- | --- | ------------------------- | -------- | --------- | ------- | ----- | ------------- | ------ | ---- |
| 2022 | CFMOTO Prüstel GP | Moto3     | 43  | España Xavier Artigas     | Todas    | 0         | 0       | 0     | 0             | 83     | 16   |
| 2022 | CFMOTO Prüstel GP | Moto3     | 99  | España Carlos Tatay       | Todas    | 0         | 1       | 1     | 0             | 87     | 15   |
| 2023 | CFMOTO Prüstel GP | Moto3     | 43  | España Xavier Artigas     | Todas    | 0         | 1       | 0     | 0             | 77     | 15   |
| 2023 | CFMOTO Prüstel GP | Moto3     | 66  | Australia Joel Kelso      | 1,4-20   | 0         | 1       | 0     | 0             | 61     | 17   |
| 2023 | CFMOTO Prüstel GP | Moto3     | 92  | España David Almansa      | 2–3      | 0         | 0       | 0     | 0             | 0      | 32   |
| 2023 | CFMOTO Prüstel GP | Moto3     | 12  | Suiza Noah Dettwiler      | 10       | 0         | 0       | 0     | 0             | 0      | 38   |
| 2024 | CFMOTO Aspar Team | Moto2     | 96  | Reino Unido Jake Dixon    | 3-20     | 2         | 5       | 2     | 1             | 155    | 8    |
| 2024 | CFMOTO Aspar Team | Moto2     | 28  | España Izan Guevara       | Todas    | 0         | 1       | 0     | 0             | 69     | 17   |
| 2024 | CFMOTO Aspar Team | Moto3     | 80  | Colombia David Alonso     | Todas    | 14        | 15      | 7     | 3             | 421    | 1    |
| 2024 | CFMOTO Aspar Team | Moto3     | 78  | España Joel Esteban       | 1-19     | 0         | 0       | 0     | 1             | 45     | 17   |
| 2024 | CFMOTO Aspar Team | Moto3     | 89  | España Marcos Uriarte     | 20       | 0         | 0       | 0     | 0             | 0      | 35   |
| 2025 | CFMOTO Aspar Team | Moto2     | 27  | España Daniel Holgado     | 1-6      | 0         | 0       | 0     | 0             | 36     | 12   |
| 2025 | CFMOTO Aspar Team | Moto2     | 80  | Colombia David Alonso     | 1-6      | 0         | 0       | 0     | 0             | 12     | 17   |
| 2025 | CFMOTO Aspar Team | Moto3     | 28  | España Máximo Quiles      | 3,6      | 0         | 0       | 1     | 0             | 20     | 14   |
| 2025 | CFMOTO Aspar Team | Moto3     | 71  | Italia Dennis Foggia      | 1-6      | 0         | 0       | 0     | 0             | 32     | 11   |
| 2025 | CFMOTO Aspar Team | Moto3     | 34  | Austria Jakob Rosenthaler | 1-2      | 0         | 0       | 0     | 0             | 0      | 30   |
| 2025 | CFMOTO Aspar Team | Moto3     | 78  | España Joel Esteban       | 4-5      | 0         | 0       | 0     | 0             | 7      | 24   |

| Llave           | Llave |
| --------------- | ----- |
| Piloto oficial  |       |
| Piloto reserva  |       |
| Piloto Wildcard |       |

## Otras competiciones

### Rally Raid
En 2024 CFMOTO participó por primera vez en el Campeonato Mundial de Rally Raid con un equipo oficial. En la temporada 2024, Antanas Kanopkinas obtuvo el tercer lugar con 62 puntos en la categoría Quad.
| Año  | Evento                     | Categoría | Modelo      | Piloto                      | Posición | Victorias |
| ---- | -------------------------- | --------- | ----------- | --------------------------- | -------- | --------- |
| 2024 | Rally Dakar                | Quad      | CForce 1000 | Antanas Kanopkinas          | 5.º      | 0         |
| 2024 | BP Ultimate Rally Raid     | Quad      | CForce 1000 | Lituania Antanas Kanopkinas | 2.º      | 0         |
| 2024 | BP Ultimate Rally Raid     | Quad      | CForce 1000 | Gaetan Martinez             | 3.º      | 0         |
| 2024 | Rally de Marruecos         | Quad      | CForce 1000 | Lituania Antanas Kanopkinas | 1.º      | 3         |
| 2025 | Abu Dhabi Desert Challenge | Quad      | CForce 1000 | Antanas Kanopkinas          | 1.º      | 2         |
| 2025 | Abu Dhabi Desert Challenge | Quad      | CForce 1000 | Gaetan Martinez             | 2.º      | 1         |
| 2025 | South African Safari Rally | Quad      | CForce 1000 | Antanas Kanopkinas          | 2.º      | 2         |
| 2025 | South African Safari Rally | Quad      | CForce 1000 | Gaetan Martinez             | 1.º      | 4         |
| 2025 | BP Ultimate Rally Raid     | Quad      | CForce 1000 | Antanas Kanopkinas          |          |           |
| 2025 | BP Ultimate Rally Raid     | Quad      | CForce 1000 | Gaetan Martinez             |          |           |
| 2025 | Rally de Marruecos         | Quad      | CForce 1000 | Antanas Kanopkinas          |          |           |
| 2025 | Rally de Marruecos         | Quad      | CForce 1000 | Gaetan Martinez             |          |           |

## Modelos

### Motocicletas
- ST Papio
- 125 NK
- 150 NK
- 250 NK
- 250 SR
- 250 SR-S
- 250 C-LX
- 300 SR
- 300 NK
- 400 GT
- 400 NK
- 450 NK
- 450 SR
- 450 SR-S
- 450 SR-TC
- 450 MT
- 500 SR VOOM
- 675 SR-S
- 675 SR-R
- 675 NK
- 650 GT
- 650 MT
- 650 NK
- 700 C-LX Heritage
- 700 C-LX Sport
- 700 MT
- 800 MT Sport
- 800MT Touring
- 1250 TR-G